# Анохи, З.
Анохи З. (З. И. Онойхи, Аронсон Залман Ицхак; 1878, Ляды — 15 октября 1947, Тель-Авив) — еврейский писатель, переводчик, драматург.

## Биография
Родился в семье главы местной иешивы Авраама Аронсона. Учился в иешивах местечек Тельши и Слободки. Его первый рассказ, написанный на иврите, был издан в 1903. Вскоре Анохи стал писать на идиш. Первые два сборника рассказов на этом языке вышли в 1909—1910. В 1911 опубликовал своё наиболее известное произведение «Реб Аббе» — монолог наивного и набожного хасида.
В 1922—1924 жил в Берлине и Аргентине. В 1924 эмигрировал в Эрец-Исраэль. Работал в муниципалитете Тель-Авива, переводил свои произведения на иврит. Был известен как драматург. Его драма «Этеле» была поставлена в конце 1920-х гг. в Нью-Йорке и Тель-Авиве. Его рассказы на иврите собраны в книге «Бейн шамаим ва-арец» («Между небом и землей», 1945). Почти все произведения Анохи — сентиментально-романтические зарисовки жизни евреев Восточной Европы.